# Stanage
Stanage est un village rural côtier du comté de Livingstone, dans le Queensland, en Australie.
Lors du recensement de 2016, il comptait 83 habitants.

## Géographie
Stanage se situe sur la péninsule de Torilla qui s'avance vers le nord dans la mer de Corail avec Broad Sound à l'ouest et Shoalwater Bay à l'est. Le village se trouve à l'extrémité nord de la péninsule et est divisée en trois zones d'habitation, une du côté nord-ouest de la pointe face à Thirsty Sound et deux du côté nord-est.
Du côté est de la péninsule de Shoalwater Bay se trouvent six sections de terres déconnectées constituant collectivement le parc de conservation de Shoalwater.
Outre les zones résidentielles de la ville et le parc de conservation, le reste des terres de la localité est utilisé pour le pâturage.

## Histoire
Stanage ne devient véritablement une ville qu'à partir du 15 juillet 1989 pour inclure les anciennes localités de Plumtree, Alligator Bay et Alligator Point. Le nom fait référence à Stanage Park, un domaine du Radnorshire, au Pays de Galles, appartenant à la famille Coltman Rogers, impliquée dans la gestion pastorale de Torilla à partir de 1860.

## Personnalité
- Clara Coltman Rogers Vyvyan (1885-1976), écrivaine, y est née.